# Каишаурни
Каишаурни (груз. კაიშაურნი) — село в Грузии, в муниципалитете Душети края Мцхета-Мтианети. 

## География
Село расположено в северной части края, в 75 километрах по прямой к северо-западу от центра муниципалитета Душети. Высота центра — 1790 метров над уровнем моря.

## Население
По данным переписи населения 2014 года, в селе проживало 12 человек.
| Год  | Население | Мужчины | Женщины |
| ---- | --------- | ------- | ------- |
| 1926 | 50        | 25      | 25      |
| 2002 | 22        | 13      | 9       |
| 2014 | 12        | 7       | 5       |